# Bergepanzer 2
Bergepanzer 2 (BPz-2) — німецька броньована ремонтно-евакуаційна машина на танковому шасі Leopard 1. Основним призначенням машини є забезпечувати мобільність бронетанкових підрозділів, евакуація пошкодженої техніки, надання допомоги при заміні або ремонті моторно-трансмісійного відділення та/або башти. Перебувала на озброєнні інженерних військ Бундесверу (нім. Pioniere), бронетанкових батальйонів та аналогічних з'єднаннях у інших арміях, на озброєнні яких були основні бойові танки Leopard 1.
Версія 2A1, яка отримала позначення Pionierpanzer 1, стала також і повноцінною броньованою інженерною машиною.
Дана машина стала третьою броньованою ремонтно-евакуаційною машиною на озброєнні Німецької армії, однак першою машиною даного типу власної розробки. Вона прийшла на заміну Bergepanzer 1 та згодом була замінена машиною Büffel (також відома як «Bergepanzer 3»).

## Варіанти
- Bergepanzer 2 (Standard) — перша серія
- Bergepanzer 2A1/Pionierpanzer 1 — друга серія, оптимізовано для інженерних військ
- Bergepanzer 2A2 (LS) — третя серія; варіант з потужнішою силовою установкою
- Bergepanzer 2A2 (LS EHS) — третя серія; варіант з електрогідравлічним управлінням
- Bergepanzer 2000 — модернізований варіант з потужнішою силовою установкою розробки нім. Flensburger Fahrzeugbau Gesellschaft (FFG)
- Bergepanzer Wisent — спільна розробка Flensburger Fahrzeugbau у співпраці з данськими військовими на основі Bergepanzer 2, має поліпшений броньований та мінний захист. Виробник стверджує, що машина здатна брати на буксир танк Leopard 2[1].

## Оператори
- Україна: 15 машин отримано в рамках МТД станом на серпень 2023

### Україна
На тлі повномасштабного військового вторгнення російської федерації в серпні 2022 року Німеччина передала Україні як міжнародну технічну допомогу три машини Bergepanzer 2, запланована передача іще 12 машин разом з необхідними витратними матеріалами та супутнім обладнанням.
У період з 20 по 28 вересня 2022 року Німеччина передала Україні шість з тридцяти запланованих кулеметів MG-3 призначених для встановлення на броньовані евакуаційні машини.
5 жовтня 2022 року німецький уряд відзвітував про передачу наступних двох машин. Таким чином сукупна кількість переданих машин склала 5 одиниць.
19 жовтня 2022 року було відзвітовано про наступну партію переданої допомоги, до складу якої увійшло 5 машин. Таким чином, українські військові отримали 10 БРЕМ Bergepanzer 2.
Наприкінці січня 2023 року компанії Flensburger Fahrzeugbau Gesellschaft (FFG) та Pearson Engineering оголосили, що отримали контракт від німецького уряду на постачання спеціальних бронемашин Wisent 1 MC (розробка компанії FFG), оснащених повнорозмірним мінним відвалом (розробка Pearson Engineering). Кількість техніки та інші подробиці компанії не розкривали, відомо лише, що постачання має відбутись до кінця 2023 року. Ці машини призначені для створення проходів через мінні поля.